# 5G-мовлення
5G-мовлення (англ. 5G Broadcast, 5 ГБ) — це стандарт розповсюдження телевізійного та іншого медіаконтенту через стільникові мережі 5G.
5G-мовлення зосереджується в основному на мобільних пристроях, таких як смартфони. Для цього не потрібне використання SIM-карти чи передплати на стільниковий зв’язок, а лише такий пристрій, як смартфон, який здатний приймати сигнали 5G-мовлення, таким чином повністю обходячи телекомунікаційних і стільникових операторів. Заявленою перевагою була можливість зменшити навантаження на мобільні мережі під час великих прямих трансляцій і відсутність потреби в підключенні до Інтернету. У широкомовному режимі дані можуть надсилатися на декілька приймачів одночасно (точка-багато точок) на відміну від точки-точка.
Цю технологію випробовували в багатьох країнах протягом кількох років, і в Європі її вважають потенційним майбутнім для цифрового наземного телебачення, яке наразі в основному базується на стандарті DVB-T2. Суспільні мовники Франції, Італії, Німеччини, Нідерландів, Ірландії та Австрії підписали договір про співпрацю у 2023 році та заявили про використання діапазону UHF 470–694 МГц для трансляції 5G.
У вересні 2023 року специфікації стандарту були оновлені та опубліковані організацією 3GPP. Його почали тестувати деякі телевізійні станції малої потужності в США, а також в Іспанії за допомогою UHD. У Німеччині 5G-мовлення було випробувано, а в травні 2024 року розпочався ще один пілотний проєкт у місті Галле. 5G-мовлення окреме від стандарту передачі ATSC 3.0, який також розгортається. У Франції компанія TDF проводить випробування з часів Олімпійських ігор 2024 року в Парижі.
Україна запустила тестовий зв'язок 5G у травні 2024 року, підтвердивши успішність експерименту. Плани впровадження технології 5G в Україні тимчасово призупинялися через вторгнення Росії, але зараз активно готуються до повноцінного запуску.